# 5-正十五烷基间苯二酚
5-正十五烷基间苯二酚（英語：5-Pentadecylresorcinol，也称作Adipostatin A）是一种天然的烷基间苯二酚类化合物，最早提取自放线菌（Streptomyces cyaneus），后在银杏的果实、蘭嶼樹杞中都有发现。